# Kanon der deutschen Literatur
Der Kanon der deutschen Literatur ist der – in seiner Zusammenstellung umstrittene – Komplex der Werke, denen in der deutschen Literaturgeschichte größerer Rang zugewiesen wird. Er besteht in verschiedenen Ausformungen, unter anderem formuliert in
- den staatlichen Lehrplänen des Schulunterrichts,
- den Prüfungsvorgaben des Germanistikstudiums,
- der Erwartungshaltung bezüglich zu lesender Werke in gebildeten Kreisen,
- den Kanondebatten in den Medien und
- wichtigen Klassikereditionen, die die „größten“ Werke der deutschen Literatur in den Handel bringen und damit ein Bewusstsein für deren herausgehobene Stellung schaffen.

## Geschichte
Der Kanon deutscher Literatur entwickelte sich nicht auf dem Buchmarkt – etwa als der Komplex der Werke, die über die Zeiten hinweg die Leserschaft beschäftigten. Die Nachfrage nach den historischen Titeln des Kanons setzte tatsächlich erst in den 1770ern ein, als Diskussionen über diesen Kanon geführt wurden, die ihn zum nationalen Desiderat machten. Nahezu alle seiner Titel mussten zu diesem Zeitpunkt erst zugänglich gemacht werden. Erst unter Druck des nationalen schulischen und universitären Bildungssystems, das sich im 19. Jahrhundert hinter den Kanon stellte, gewann der heute bestehende Kanon deutscher Literatur größere Bedeutung und größere Nachfrage bei der Leserschaft.

### Der Zusammenhang der deutschen Epochen wird festgelegt, 1730–1780
Früheste Schritte zu einem deutschen Kanon finden sich in den 1680ern. Daniel Georg Morhofs Unterricht von der deutschen Sprache und Poesie (Kiel, 1682) bot breiten Überblick über das Gebiet der Poesie an. Morhof sammelte Titel nach Gattungen. Eine kontinuierliche Literaturgeschichte im heutigen Sinne legte er jedoch nicht vor. Zwölf Jahre zuvor hatte Pierre Daniel Huet mit seinem Traktat über den Ursprung der Romane den Text verfasst, der von heute aus betrachtet am ehesten einer Literaturgeschichte ähnelt: eine interpretierend voranschreitende Weltgeschichte der Fiktionen. Morhofs Poesiegeschichte blieb dagegen – nach dem Muster aktueller Werke der Historia Literaria nach Gattungen geordnet – der bibliographische Versuch nachzuweisen, dass Deutschland sich auf keinem Gebiet der Poesie hinter den anderen Nationen verstecken musste. Morhof war an der Respekt einfordernden Bestandsaufnahme interessiert, während Huet nach den kulturellen Hintergründen der von ihm angesprochenen Fiktionen fragte. Huet löste eine internationale Nachfrage nach den Klassikern des Romans aus, Morhofs Unterricht blieb dagegen ein Werk für Gelehrte und Bibliotheken.
Die Ausformulierung des heutigen Kanons deutscher Literatur begann 1731 mit der Vorrede, die Johann Christoph Gottsched seinem Sterbenden Cato voranstellte. In einer Nebenbemerkung notierte er, dass es zuletzt vor mehr als dreißig Jahren Dramen gegeben hätte, denen man noch Rang in der Kunst beimessen konnte. Die Namen Lohenstein und Gryphius fielen in diesem Zusammenhang. Nachfrage nach beiden Werken sollte das nicht hervorrufen – beide Dramen waren, so die Sicht der 1720er und 1730er, zu ihrer Zeit der Oper unterlegen und von Anfang an eine verschulte Lektüre gewesen (aufzuführen an Gymnasien als Begleitprogramm des Rhetorikunterrichts). Als Gotthold Ephraim Lessing Mitte des 18. Jahrhunderts die bürgerlichen Dramen seiner eigenen Generation von den klassizistischen französischen Stils abgrenzte, die Gottsched anregen wollte, übernahm er das Geschichtsangebot des Jahres 1731: Es gab von nun an ein vergessenes 17. Jahrhundert, in dem Lohenstein und Gryphius berühmt waren. Martin Opitz war dem als Poetologe und Dichter hinzuzusetzen. Nach dieser Hochphase des 17. Jahrhunderts (noch fehlte das Wort Barock) folgte von 1680 bis 1730 eine Lücke von einem halben Jahrhundert, die die Aufklärung benötigte, um Fuß zu fassen. Danach kam Gottsched und nach diesem Lessing – so die Geschichte, die ab dem Jahr 1600 gelten sollte. Die Geschichte vom Mittelalter über Renaissance und Reformation stand an dieser Stelle bereits als allgemeine Weltgeschichte in der Gelehrsamkeit fest, sie wurde auf die Poesie übertragen. Editionen der vergangenen Texte blieben aus. Die Poesie und der Roman waren Mitte des 18. Jahrhunderts noch immer weitgehend auf Aktualität abgestimmte Materien.

### Shakespeare und antike Größe gegen den herrschenden Geschmack, 1750–1800
In den 1730ern begann in Großbritannien eine erneute Entdeckung Shakespeares – man hatte seine Tragödien und Komödien in den Jahrzehnten zuvor in adaptierten Fassungen aufgeführt, die die „rohe“ Sprache entschärften und auf unerträgliche Wendungen wie das unglückliche Ende in Romeo und Julia verzichteten. Mitte des 18. Jahrhunderts wuchs ein Interesse an Shakespeare als dem großen Autor Englands, und mit diesem ging einher, dass man durchaus eine Faszination an seinen stilistischen Wagnissen entwickelte. In den 1760ern gewann diese Bewegung die Macht einer Gegenkultur. Die neuen Shakespeare-Liebhaber brachen mit dem empfindsamen und verfeinerten 18. Jahrhundert. Sie bezeichneten Shakespeare als „echt“ und „ungekünstelt“, so die Attacke auf die herrschende Kultur. Eine Suche nach dem Ursprünglichen setzte ein. Homer hatte man im frühen 18. Jahrhundert erstmals in ungekünstelter Prosa gelesen und sich über dessen archaischen Stil verwundert (eingehender der Parallelartikel Kanon (Literatur)). Neue Homer-Übersetzungen kamen in der zweiten Hälfte des 18. Jahrhunderts in Versen heraus, und wahrten den eigenen, archaisch anmutenden Stil Homers, den die Übersetzungen des frühen 18. Jahrhunderts publik gemacht hatten. Euphorisch feierte man in den 1760ern die Ossian-Fragmente, von denen man annahm, ihnen liege eine altschottische Dichtung zugrunde – bevor sich herausstellte, dass die vermeintliche Übersetzung eine billige Nachempfindung ersehnter alter Originaldichtung war. Goethes Romanheld Werther las neben dem aktuellen Klopstock, den Ossian und Homer. Die Entdeckung des Mittelalters lief gleichzeitig an: 1772 hatte Goethe in seinem Aufsatz „Von Deutscher Baukunst“ das gotische Straßburger Münster revolutionär neu bewertet: Galt die Gotik bislang als die Kunst der Barbarenstämme, eben der Goten, die Rom überrannten, so machte Goethe aus ihr die originäre Stilrichtung deutscher Kunst. Verbundenheit mit dem Wald zeige sich in der gotischen Kathedrale – Tacitus hatte Germanien als bewaldetes Gebiet beschrieben. Goethe verglich den gotischen Spitzbogen mit „einem hocherhabnen, weitverbreiteten Baume Gottes“. Man müsse, so Goethes Forderung, den eigenen Geschmack entwickeln, um die eigene Schönheit der Gotik und der deutschen vergessenen Kultur zu empfinden.
Die Entdeckung des Mittelalters und der Zeit der Germanen blieb ein dorniges Unterfangen. Weder war die Textgrundlage bekannt, noch war dies eine Materie, die sich auf dem Buchmarkt absetzen ließ. Es gab, was schwerer wog, keine Möglichkeit zu einem universitären Studium der Mediävistik oder auch nur der nationalen Dichtung. Mit den Debatten des späten 18. Jahrhunderts entstand jedoch zumindest eine Nachfrage nach kulturell befremdlicher Vergangenheit. Erste Klassikerreihen erschienen mit deutscher Dichtung der Vergangenheit. Grimmelshausens Simplicissimus erstmals 1668/69 verlegt und zuletzt 1713 in seiner unbehandelten Textgestalt auf dem Markt gewesen, konnte in den 1770ern in neuer Auswahl vorgelegt werden, um jetzt ein ganz neues Interesse an der vergessenen Dichtung der Nation anzusprechen.

### Der deutsche Kanon als nationales Gegenmodell zum Kanon der Weltliteratur, 1800–1870
Ein nationaler deutscher Kanon wurde zu Beginn des 19. Jahrhunderts geschaffen. Die ersten Geschichten der deutschen Literatur, die in den 1830ern erschienen, boten das gesamte Spektrum der politischen Argumente für den neuen Gegenstand „Literatur“ und für seinen Kanon. Die Geschichte der poetischen National-Literatur der Deutschen (Leipzig: W. Engelmann, 1835 ff.), die Georg Gottfried Gervinus im ersten Band 1835 vorlegte, war von einer grundlegenden politischen Argumentation geprägt: Die Epochen der deutschen Literaturgeschichte spiegelten Zeitpunkt und Art der Einflüsse auf die gesamte Nation. Zur Höhe gelangte sie im Mittelalter; um Weltruhm zu finden, musste sie sich jedoch der Welt öffnen und kritikfähig werden. Einzelne der deutschen Kleinstaaten förderten den neuen Bildungsgegenstand, an dem so viele politische Lehren hingen. Wissenschaft wurde benötigt, um die Grundlagen zu schaffen. August Schleicher und Franz Bopp begründeten die Indogermanistik, die eine indogermanische Ursprache zu rekonstruieren versuchte und die indogermanischen Sprachen in ein System der Lautverschiebungen einband. Textausgaben der großen Autoren des deutschen Mittelalters erschienen im 19. Jahrhundert mit Variantenapparaten und ganz neuer Editionstechnik.
Nicht zuletzt aus eigennützigen Gründen nahmen sich Deutschlands Regentschaften der Literatur und der nationalen Euphorie an. Bayern enteignete in der Säkularisation Anfang des 19. Jahrhunderts seine Klöster. Da passte es wenig ins Konzept, wenn die ganze Kultur weiterhin auf die Religion ausgerichtet blieb. Der Kanon der deutschen Literatur schuf im Schulunterricht Ersatz für den Kanon der religiösen Texte – und der Staat brachte die neue Literatur in aggressiven Schritten in das öffentliche Kulturleben ein. Das wird in München besonders gut sichtbar, wo die Regentschaft sich in der Residenz neue Räume schuf, in denen die deutsche Literatur zum Programm wurde. In den oberen Räumen der neuen Front der Residenz schmückte man sich mit den aktuellen Klassikern Bürger, Goethe, Schiller und Wieland, die man mit der Antike verband. Das untere Stockwerk gab das Fundament: Hier regierten in den Wandfresken die Nibelungenkämpfe in blutigen Szenen, in denen urtümliche Recken einander niedermetzelten. Ein Verlust an Zivilisation und europäischer Moderne ging mit dem neuen Kanon einher. Deutschland befand sich mit ihm auf einem nationalen Sonderweg, der den Bruch mit europäischer Zivilisation und christlicher Moral bewusst einkalkulierte.

### Selbst- und Fremdwahrnehmung des deutschen Kanons
Der deutsche Kanon entwickelte sich anders als der Kanon der Weltliteratur, der in Paris und London entstand. Der Kanon der Weltliteratur wurde von Huet maßgeblich inspiriert, doch blieben es die Kunden, die ihn auf die Welt halfen. Sie fragten (wie sich aus den überlieferten Vorreden der Klassikerausgaben ersehen lässt) in London und Paris nach den besten Werken aus der gesamten Geschichte der Belletristik, wie sie Huet besprach; und der Buchhandel kam der Nachfrage nach. Die Ausgaben, die hier angeboten wurden, verkauften sich als eleganter Lesegenuss. Man suchte, nachdem man die belles lettres der Gegenwart liebte, nun auch solche Roms und Arabiens.
Der deutsche Kanon entwickelte sich stattdessen unter institutioneller Förderung als ein wissenschaftliches Projekt politischer Bedeutung. Sein Medium wurde der Schulunterricht und das Seminar an der Universität. Ernst genommen erfordert er wenigstens Grundkenntnisse im Mittelhochdeutschen, was ihn als Schulfach prädestiniert. Die Nationalliteratur erfordert Interesse für Mediävistik; sie verlangt Bereitschaft, eine fremde Sprache und Grammatik zu lernen. Die moderneren Werke des Kanons deutscher Literatur sind zwar leichter zugänglich, sie verlangen jedoch noch immer ein großes Maß an Auseinandersetzung mit der deutschen Geschichte und ihren Epochen.
Das macht verständlich, warum der deutsche Kanon sich kaum mit dem der Weltliteratur berührt. Deutschland nimmt sich zwar seit dem 19. Jahrhundert als die „Nation der Dichter und Denker“ wahr – statt als die Nation der großen Komponisten. Der Kanon deutscher Literatur entsandte jedoch gerade vier Titel in den Kanon der Weltliteratur: Goethes Werther (1774) wurde der erste deutsche Roman, den das Ausland las und wird weltweit als einer der ersten Texte der Romantik gewürdigt, Goethes Naturlyrik erregt in Übersetzungen insbesondere in Asien bis heute Interesse. Die beiden anderen Titel stammen mit Thomas Manns Tod in Venedig und den Erzählungen Franz Kafkas aus dem 20. Jahrhundert. Bis vor wenigen Jahren genossen die Romane Hermann Hesses in der Jugendkultur noch eigenen internationalen Kultstatus, mehr denn literarischen Rang. Unter Kennern deutscher Literatur wird im Ausland Günter Grass Die Blechtrommel als Geheimtipp gehandelt. Unter Kennern der europäischen Barockliteratur weiß man, dass Grimmelshausens Simplicissimus ein Meisterwerk des „pikaresken Romans“ ist, doch bleibt dieser Text Fachleuten vorbehalten. Grimms Märchen wurden in Adaptionen zum internationalen Klassiker der Kinderbuchliteratur, ohne dass man dabei ein Werk deutscher Literaturgeschichte würdigt.
Man muss, wenn man den größeren deutschen Kanon im Ausland plausibilisieren will, Epochengeschichte referieren. Diese Titel verraten dem Kenner viel über den Gang der deutschen Kultur, wie er sich in der nationalen Epochengeschichte widerspiegelt. Hinter der Notwendigkeit, immer Epochengeschichte mitreferieren zu müssen, steht, dass die Epochenabfolge zuerst aufgebaut wurde, um bestimmte nationale Entwicklungen zu behaupten. Die Suche nach den Texten dieser spezifisch deutschen Kulturgeschichte begann jeweils nach der Epochenthese. Es ist unklar, wie unser Kanon aussähe, wenn er nicht mit den im Schulunterricht angebotenen Zusatzgeschichten der deutschen Kulturentwicklung verkauft würde.

„Religiös“, „national“ und „sozial“ waren die Epochen der Gotik und des Barock – „national“, „sozial“ und „religiös“ geprägt waren dagegen die Romantik und die Epoche, die 1929 gerade anstand. (Der Nationalsozialismus sollte Status einer Religion erlangen, und wird hier zur historischen Notwendigkeit deutscher Epochengeschichte erklärt.) Ein besonders eklatantes Beispiel dafür, wie die Epochengeschichte aufgebaut wird, um Thesen der kulturellen und politischen Entwicklung der Nation in den Raum zu stellen. Eine Skizze der deutschen Kulturgeschichte aus einer Literaturgeschichte, die noch bis in die 1950er für den Abiturunterricht verlegt wurde, deutlich jedoch der Zeit kurz vor dem „Dritten Reich“ entstammt. Die kulturellen Entwicklungen werden, so die Aussage, kurzlebiger, Gegenbewegungen folgen jedem Epochenhöhepunkt, so die unterschwellig zeitkritische Botschaft.
Skizze aus: Dr. E. Brenner, Deutsche Literaturgeschichte, 13. Auflage, 122–131. Tsd. Mit einer farbigen Beilage (Wunsiedel / Wels / Zürich, 1952).

Der deutsche Kanon wird zur Illustration der deutschen Epochengeschichte benötigt. Dies zeigt sich am Ende am härtesten im Blick auf das 20. Jahrhundert, sobald man nach Umformulierungen des Kanons fragt. Die Abiturienten des Jahrgangs 1914 zogen in den Ersten Weltkrieg – mit einem Kanon und einer zu ihm gehörenden Geschichte, die heute beide nicht mehr bestehen. Das nationalsozialistische Schulsystem schuf seinen eigenen Kanon der deutschen Literatur. Die DDR hatte einen anderen Kanon als die BRD, wenn es um die Nachkriegszeit ging; und sie begegnete der Geschichtsschreibung der BRD, wo immer sie mit ihr den Kanon teilte, jedoch eine ganz andere Begleitgeschichte zu ihm vorlegte.
Jeder bestehende Kanon ist in historischer Perspektive ein aktuelles Angebot, sich mit der Geschichte auseinanderzusetzen – ein Angebot, das vor allem bis dahin bestehende Kanon-Angebote relativiert.

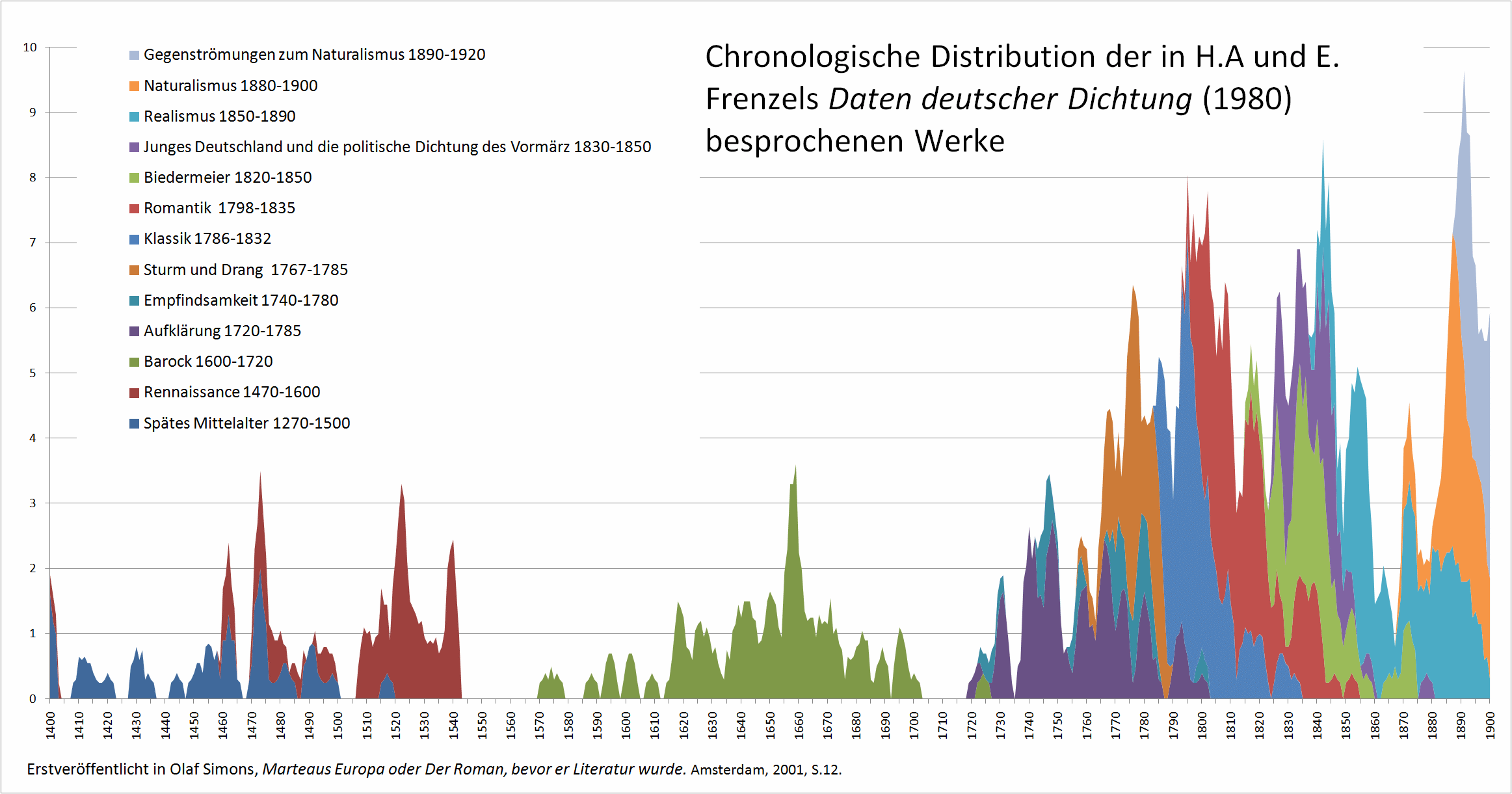
Die meisten Geschichten der deutschen Literatur weisen mit ihrer Epochenfolge ein komplexeres Erzählmuster auf, das den einzelnen Epochen in ihren Reaktionen aufeinander ganz unterschiedliche Intentionen zuschreibt. Der Kanon gestaltet sich unter der Epochenfolge. Die ausgesuchten Werke müssen die behauptete Epochenfolge illustrieren. Wenn man sie in der Zeit verortet, zeigt sich, dass aus manchen Zeiten bevorzugt Werke zur Unterstützung der Entwicklungsthesen bezogen werden. Der Kanon ist kein Abbild des literarischen Lebens – er umfasst vielmehr die Werke, die die gegenwärtig akzeptierte Entwicklungsthese stützen.
Statistische Auswertung Frenzels Daten deutscher Dichtung – der wohl populärsten deutschen Literaturgeschichte des 20. Jahrhunderts – in der Auflage von 1980. Y-Achse = besprochene Werke pro Jahr.

Einen ausführlichen Kanon deutscher Literatur bieten die Lektüreempfehlungen Marcel Reich-Ranickis im Artikel Der Kanon. Die Zeit vor 1750 ist in diesem Kanon so gut wie unberücksichtigt. Der Artikel Deutsche Literatur bietet eine kurze Geschichte deutscher Literatur mit den einschlägigen Titeln.